# Dämonen der Dämmerung
Dämonen der Dämmerung (Originaltitel Los demonios del amanecer) ist ein Filmdrama von Julián Hernández. Die Weltpremiere des Films erfolgte im Juni 2024 beim Festival Internacional de Cine en Guadalajara.

## Handlung
Orlando und Marco leben beide in Mexiko-Stadt. Als sich die beiden jungen Männer kennenlernen, verlieben sie sich und verbringen nun jeden Tag zusammen. Orlando will Tänzer werden und Marco seinen Abschluss als Krankenpfleger machen.

## Produktion
Regie führte Julián Hernández, der gemeinsam mit Gustavo Hernández de Anda auch das Drehbuch schrieb. Bereits in seinem Film Raging Sun, Raging Sky, der im Februar 2009 bei der Berlinale seine Premiere feierte und hier mit dem Teddy Award ausgezeichnet wurde, erzählte Hernández von der Liebe zweier Männer. In seinen Spiel- und Kurzfilmen versuchte Hernández der sexuellen Vielfalt eine Stimme zu geben. Früher sei die LGBT+-Community in eine Schublade gesteckt und  nur als Friseure, Tänzer oder ähnliche Charaktere dargestellt worden. Der Filmemacher gibt zu, bei seiner Arbeit als Provokateur aufzutreten. Wie schon in Filmen wie Das Glück dieser Erde von 2014 oder Die Spur deiner Lippen von 2023 setzt Hernández in Dämonen der Dämmerung auf eine höchst sinnliche Bildsprache, leicht bekleidete Hauptdarsteller und Tanzsequenzen voll prickelnder Erotik.
Axel Shuarma und Luis Vegas spielen in den Hauptrollen Marco und Orlando.
Mit Kameramann Alejandro Cantú arbeitete Hernández bereits für Raging Sun, Raging Sky zusammen.
Die Weltpremiere von Dämonen der Dämmerung fand am 13. Juni 2024 beim Festival Internacional de Cine en Guadalajara statt, wo der Film sowohl für den Premio Mezcal als auch den Premio Maguey nominiert war. Ende Juni 2024 wurde er bei Frameline48, der 48. Ausgabe des San Francisco International LGBTQ+ Film Festivals, gezeigt. In Deutschland wurde Dämonen der Dämmerung im September 2024 im Rahmen des Queer Film Festivals gezeigt. Im Oktober 2024 wurde der Film beim OUTshine LGBTQ+ Film Festival vorgestellt. Im Februar 2025 sind Vorstellungen beim Madi Gras Film Festival geplant.

## Auszeichnungen
Festival Internacional de Cine en Guadalajara 2024
- Nominierung als bester mexikanischer Spielfilm für den Premio Mezcal
- Nominierung für den Premio Maguey[2]

FilmOut San Diego 2024
- Auszeichnung für die Beste Kamera (Alejandro Cantú)